# Привіт, красуне (роман)
«Привіт, красуне» (англ. Hello Beautiful) — історичний художній роман 2023 року та четверта книжка американської письменниці Енн Наполітано. Це драма про чотирьох сестер в італійській католицькій родині в Чикаго; дві сестри закохуються в одного чоловіка, внаслідок чого сім'я розпадається на 25 років. Роман «Привіт, красуне» вийшов у видавництві The Dial Press 14 березня 2024 року. Це був 100-й вибір книжкового клубу Опри Вінфрі.

## Сюжет
Джулія, Сільві, Сесілія та Емелін Падавано близькі між собою, хоча й мають різні характери. Джулія — амбітна старша сестра з рішучим характером. Сільві — безнадійна романтична душа, яка цілує хлопців у бібліотеці. Сесілія та Емелін — близнючки, одна — художниця, друга — вихователька. Вони близькі зі своїми батьками Роуз і Чарлі.
Джулія знайомиться з Вільямом Вотерсом у Північно-Західному університеті. Коли йому було шість днів, його старша сестра Керолайн померла від лихоманки та кашлю, і її знайшли мертвою у своєму ліжечку. Батьки Вільяма не змогли пережити втрату Керолайн, через що він виріс з емоційно байдужими батьками. Вільям отримує право на баскетбольну стипендію в Північно-західному університеті та переїжджає до Чикаго. Джулія та Вільям починають зустрічатися, і вона знайомить його зі своєю родиною. Вільям сильно ламає коліно під час баскетбольного матчу і більше не може грати, що викликає депресію, яку він приховує від Джулії.
Сесілія каже рідним, що вона вагітна і виховуватиме дитину як мати-одиначка. Роуз не може прийняти це через свою релігію та минуле, коли вона сама була матір'ю-підліткою, і виганяє її. Намагаючись об'єднати сім'ю, Джулія вирішує завагітніти. Вони з Вільямом одружуються і народжують дочку Алісу.
Чарлі відвідує в лікарні відразу після пологів Сесілію та її новонароджену дочку Іззі. Він помирає від серцевого нападу одразу після того, як виходить з лікарні. Роуз продає будинок і переїжджає до Флориди, відмовляючись визнавати існування Іззі. Емелін визнає свою сексуальну орієнтацію як лесбійки і починає зустрічатися з жінкою, яку звати Джозі.
Поки ті події розгортаються, Джулія не помічає чимраз більшого розриву між нею та Вільямом, бо він вміло приховує свою депресію, яка прогресує. Сільві помічає погіршення психічного стану Вільяма й організовує пошуки, після того, як Джулія каже їй, що Вільям її покинув. Його витягують з озера Мічиган, і він потрапляє до лікарні. Після цього Сільві відвідує його в лікарні, і вони закохуються.
Джулія та Еліс переїжджають до Нью-Йорка після розлучення Вільяма та Джулії. Він відмовляється від опіки над Еліс через страх, що не зможе її виховувати через проблеми з психічним здоров'ям. Джулія виховує Еліс як мати-одиначка в Нью-Йорку та будує успішну кар'єру. Коли Еліс виповнюється п'ять років, Джулія розповідає їй, що її батько загинув у автокатастрофі.
Джулія та Сільві не розмовляють 25 років після того, як Джулія дізнається, що Сільві та Вільям закохалися. Сесілія, Емелін і Джозі живуть у дуплексі в Чикаго та разом виховують Іззі. Сесілія робить кар'єру художниці. Емелін виходить заміж за Джозі, яку вона зустріла на роботі в дитячому садку. Сільві працює бібліотекаркою, а Вільям стає фізіотерапевтом у Північно-Західному університеті, а згодом і в «Чикаго Буллз».
Джулія підтримує зв'язок зі своєю матір'ю Роуз у Флориді та час від часу обмінюється листівками з Сесілією та Емелін. Однак вона почувається зрадженою через те, що її сестри погодилися на стосунки Вільяма та Сільві.
У 47 років у Сільві діагностують термінальну пухлину мозку. Джулія двічі повертається до Чикаго, щоб таємно возз'єднатися із Сільві. Сільві раптово помирає одного дня після падіння на кухні. Джулія відкриває правду Еліс.
Джулія та Еліс возз'єднуються з рештою сім'ї під час похорону Сільві.

## Передісторія
Роман «Привіт, красуне» вийшов після роману «Любий Едварде» (2020). Це четверта книжка авторки, на яку її надихнули «Маленькі жінки» Луїзи Мей Олкотт. У романі кожна з сестер Падавано порівнює себе з сестрами Марч, обидві старші стверджують, що вони «запекла Джо, і вони обидві мають рацію». Наполітано написала роман під час пандемії, а після смерті її батька вона сказала, що "була вдячна, що знайшла розраду і навіть проблиски надії у вигаданому світі, яким став «Привіт, красуне». Вона також сказала, що емоційні ноти імітують ноти її останнього роману «Любий Едварде»: «доброта, горе, наша глибока людська потреба у зв'язку». Батько в романі, Чарлі Падавано, був змальований під впливом горя Наполітано після смерті її батька. Наполітано сказала в інтерв'ю NPR, що сестри Падавано були натхнені її захопленням п'ятьма сестрами матері її найкращої подруги: «Вони мали трохи різні версії одного й того самого обличчя, і здавалися більше собою, коли були в одній кімнаті разом, ніж кожна окремо».

## Критичне прийняття
Роман «Привіт, красуне» отримав позитивні відгуки. На Book Marks від шести критиків: чотири «захопливі» і два «позитивні». У випуску «Bookmarks» за липень/серпень 2023 року книжка отримала оцінку чотири з п'яти. У критичному огляді журналу сказано: «Для шанувальників такого жанру роман „Привіт, красуне“ не можна пропустити».
Брюс Голсінґер з New York Times сказав, що Наполітано «уникає легких задоволень сентиментальності й ніколи не погоджується на прості відповіді на емоційні проблеми, з якими стикаються її персонажі». Опра Вінфрі обрала «Привіт, красуне» сотою книжкою для «Книжкового клубу Опри 2.0». У своєму огляді вона сказала: «Я кажу вам… щойно ви почнете, ви не захочете, щоб вона закінчилася… і будьте готові до сліз». Даян Коул з The Washington Post описала книжку як «тендітну сльозливу історію… ця книжка точно описує високі та низькі моменти життя».

## Переклад українською
2025 року у видавництві «Віват» вийшов український переклад роману. Перекладачка — Дарія Цицюра.